# Steinberg
Steinberg es una compañía alemana desarrolladora de hardware y software musical. Principalmente produce software de edición de audio, secuenciación y posproducción de audio y sintetizadores y efectos virtuales.
La compañía fue fundada en 1984 por Karl Steinberg y Manfred Rürup. Su primer producto fue el secuenciador MIDI Steinberg Pro 16 para el Commodore 64. La compañía cambió el nombre de Steinberg Research a Steinberg Soft- und Hardware GmbH, y estuvo en activo en Estados Unidos durante algunos años como Steinberg North America, Inc. En enero de 2003 fue adquirida por la firma estadounidense Pinnacle Systems, dentro de la cual operaba de forma independiente desarrollando sus productos. Posteriormente fue vendida a Yamaha en diciembre de 2004.
También han especificado el protocolo ASIO Audio Stream Input Output que provee un enlace (driver) de baja latencia entre el software de audio y las tarjetas de sonido, la Virtual Studio Technology (VST, Tecnología de Estudio Virtual), un estándar industrial para la programación de efectos e instrumentos virtuales, el protocolo Linear Time Base (LTB) y el protocolo VST System Link (VSL), que comparte los recursos de varios ordenadores a través de una red creada sobre un cable de audio digital (SPDIF, ADAT, AES/EBU, etc).

## Productos actuales

### Producción Musical
- Steinberg Cubase 12 (Sucesor directo de Cubase 4, 5, 6, 7, 8, 9, 10 y 11 respectivamente).
- Steinberg Cubase Artist 12
- Steinberg Cubase Elements 12
- Steinberg Cubase LE 12 y Cubase AI 12 (Ediciones ligeras empaquetadas como suplementos para instrumentos musicales electrónicos o tarjetas de sonido).
- Steinberg Sequel 3
- Steinberg V-Stack
- Steinberg Nuendo 12 (Producto estrella, incorpora todas las características de Cubase más otras orientadas específicamente para la posproducción o trabajo con imagen)
- Steinberg WaveLab (todo un éxito en el apartado de la posproducción,ya que Steinberg lleva 11 ediciones de él).

### Hardware
- Steinberg UR824 - Interfaz de audio USB 2.0 24x24 con ocho D-PREs, 24-bit/192kHz, DSP integrado, monitoreo de latencia cero, integración avanzada. Su interfaz de audio tope de gama.
- Steinberg CC121 - Controlador de integración avanzada
- Steinberg CI2 -  Controlador de integración avanzada
- Steinberg MR816 CSX - Estudio DSP Studio de integración avanzada
- Steinberg MR816 X - Estudio DSP Studio de integración avanzada
- Steinberg UR44 - Interfaz de audio USB 2.0 6x4 con cuatro D-PREs, 24-bit/192 kHz y entrada y salida MIDI.
- Steinberg UR22mkII - Interfaz de audio USB 2.0 2x4 con dos D-PREs, 24-bit/192 kHz y entrada y salida MIDI.
- Steinberg UR12 - Interfaz de audio USB 2.0 2x2 con un D-PREs, 24-bit/192 kHz.
- Steinberg Key (Dispositivo de control de licencia para software Steinberg)

### Instrumentos VST
- Steinberg HALion 7
- Steinberg HALion Sonic 7
- Steinberg Groove Agent 5
- Steinberg HALion Player
- Steinberg HALion String Edition 2
- Steinberg HALion Symphonic Orchestra
- Steinberg Hypersonic 2
- Steinberg The Grand
- Absolute VST Instrument Collection
- Neo Soul Keys
- Dark Planet
- Triebwerk
- Hypnotic Dance
- Padshop
- Retrologue
- The Grand
- sonote beat re:edit
- Yamaha Vintage Plug-In Collection
- RND Portico Plug-Ins
- VST Connect SOUNDS & LOOPS

### Apps para dispositivos móviles
- Cubasis
- Cubase iC
- Cubase iC Pro
- Nanologue
- LoopMash
- LoopMash HD

### Productos antiguos o descontinuados

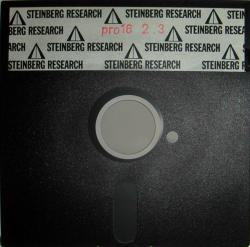
El primer producto de Steinberg, Steinberg Pro 16, fue vendido en un disquete como este. Aquí en la versión 2.3.

* Steinberg Cubase 4 (Sucesor de la serie SX) Cubase 4 (enlace roto disponible en Internet Archive; véase el historial, la primera versión y la última).
- Steinberg Cubase Studio 4 (Sucesor de la serie SL) Cubase Studio 4 Archivado el 19 de agosto de 2007 en Wayback Machine.
- Steinberg Cubase SX3
- Steinberg Cubase SL3
- Steinberg Cubase SE3 Cubase SE3 Archivado el 19 de agosto de 2007 en Wayback Machine.
- Steinberg Nuendo 3 Nuendo 3 Archivado el 20 de agosto de 2007 en Wayback Machine.
- Steinberg Pro 16 (para Commodore 64)
- Steinberg Pro 24 (para Atari ST)
- Steinberg Cubase VST (Virtual Studio Technology)
- Steinberg Cubasis VST (edición de bajo costo, a veces incluido con instrumentos musicales electrónicos o tarjetas de sonido)
- Steinberg Clean!
- Steinberg Plex
- Steinberg D'cota